# 고흥 유씨 정려각
고흥유씨 정려각은 대한민국 충청남도 천안시 동남구 광덕면 매당리에 있다. 1995년 5월 10일 천안시의 향토문화유산 제9호로 지정되었다.

## 개요
유언의 모친에 대한 효심을 기리고자 세웠다.